# Pietro Mascagni
Pietro Mascagni (født 7. december 1863 i Livorno, død 2. august 1945 i Rom) er en af de vigtigste italienske operakomponister fra begyndelsen af det 20. århundrede.
Mascagnis mesterværk, Cavalleria rusticana (1890), blev en af de største sensationer i operahistorien. Operaen vandt musikudgiveren Sonzognos konkurrence for unge operakomponister. Denne opera indledte verismen.
Man har ofte anført, at Mascagni kun havde dette ene "hit", og at han ikke kunne følge succesen op, men det er ikke korrekt. Operaerne L'Amico Fritz og Iris har også nydt stor popularitet i Europa. Mascagni sagde selv, at Iris på et tidspunkt var hyppigere opført end Cavalleria Rusticana i Italien.
Mascagni skrev 15 operaer og en operette og flere orkester- og korværker, bl.a. to ungdomssymfonier foruden sange og klavermusik. Han havde stor succes i sin egen levetid, både som komponist og dirigent.
Mascagni gentog aldrig sig selv. Man finder mange stilarter i Mascagnis operaer: den stærke sicilianske følelse i Cavalleria Rusticana, den asiatiske stemning i Iris, idyllen i L'Amico Fritz, det franske lydbillede i Isabeau, den krasse verisme i Il Piccolo Marat. Mascagni kunne tilpasse sit veristiske udtryk efter det dramatiske behov.

## Mascagnis operaer
- Cavalleria rusticana (17. maj 1890 Teatro Costanzi, Rom) – libretto Arkiveret 1. oktober 2002 hos  Wayback Machine, libretto Arkiveret 9. februar 2005 hos  Wayback Machine
- L'amico Fritz (31. oktober 1891 Teatro Costanzi, Rom) – libretto Arkiveret 9. februar 2005 hos  Wayback Machine
- I Rantzau (10. november 1892 Teatro La Pergola, Firenze)
- Guglielmo Ratcliff (16. februar 1895 Teatro alla Scala, Milano), komponeret mellem 1885 og de tidlige 1890'ere – libretto Arkiveret 12. maj 2009 hos  Wayback Machine
- Silvano (25. marts 1895 Teatro alla Scala, Milano)
- Zanetto (2. marts 1896 Liceo Musicale, Pesaro) – libretto Arkiveret 11. februar 2005 hos  Wayback Machine
- Iris (opera)Íris (22. november 1898 Teatro Costanzi, Rom) – libretto Arkiveret 9. februar 2005 hos  Wayback Machine
- Le maschere (17. januar 1901 Teatro Carlo Felice, Genoa – Teatro Regio, Torino – Teatro alla Scala, Milano – Teatro La Fenice, Venedig – Teatro Filarmonico, Verona – Teatro Costanzi, Rom)
- Amica (16. marts 1905, Monte Carlo) – libretto Arkiveret 9. februar 2005 hos  Wayback Machine
- Isabeau (2. juni 1911 Teatro Coliseo, Buenos Aires)
- Parisina (15. december 1913 Teatro alla Scala, Milano) – libretto Arkiveret 15. december 2004 hos  Wayback Machine
- Lodoletta (30. april 1917 Teatro Costanzi, Rome) – libretto
- Sì (13. december 1919 Teatro Quirino, Rome), operette
- Il piccolo Marat (2. maj 1921 Teatro Costanzi, Rome)
- Pinotta (23. marts 1932 Casinò, San Remo), efter kantaten In filanda (1881)
- Nerone (16. januar 1935 Teatro alla Scala, Milan), musikken skrevet mellem 1890'erne og 1930'erne

## Udvalg af andre værker
- Symfoni nr. 1 (i C-dur) (1879) - for orkester
- Symfoni nr. 2 (i F-dur) (1880) - for orkester
- Elegi (1879) - for sopran, violin  og klaver
- Pater noster (1880) - for strygeorkester